# دائرة وهران
دائرة وهران دائرة من دوائر ولاية وهران وعاصمتها وهران. وتضم بلدية وهران.

## الشوارع
- نهج فلسطين